# 大久保桂子
大久保 桂子（おおくぼ けいこ、1955年 - ）は、日本の歴史学者（イギリス近代史）。学位は文学修士。國學院大學文学部史学科教授。

## 人物・経歴
東京都出身。1978年東京女子大学文理学部史学科卒業、1980年東京女子大学大学院文学研究科修士課程修了。1984年慶應義塾大学大学院博士課程満期退学。千葉大学助教授を経て、1990年に國學院大學文学部助教授に着任。のち、國學院大學文学部史学科教授。

## 著書

### 共著
- 『ヨーロッパ近世の開花』（長谷川輝夫, 土肥恒之、中央公論新社、世界の歴史17） 1997年、中公文庫 2009年

## 翻訳
- 『近代イギリスの歴史家たち - ルネサンスから現代へ』（ジョン・ケニヨン、ミネルヴァ書房） 1988年
- 『野蛮の博物誌 - 18世紀イギリスがみた世界』（P・J・マーシャル, G・ウィリアムズ、平凡社） 1989年
- 『長篠合戦の世界史 - ヨーロッパ軍事革命の衝撃 1500～1800年』（ジェフリ・パーカー、同文舘出版） 1995年
- 『財政＝軍事国家の衝撃 - 戦争・カネ・イギリス国家 1688 - 1783』（ジョン・ブリュア、名古屋大学出版会） 2003年